# 오노촌 (시가현)
오노촌(大野村)은 시가현 고카군에 설치되었던 촌이다.